# Tânia Mara - Acústico
Acústico é o quinto CD e segundo DVD ao vivo da cantora Tânia Mara. O álbum foi lançado no final de dezembro de 2011 pela Som Livre. O trabalho é o resultado de um show para convidados realizado em agosto de 2011 na cidade de São Paulo e conta com a participação da cantora Paula Fernandes, o irmão, Rafael Almeida, e a dupla sertaneja Fernando & Sorocaba, que também assina a produção do projeto.
O álbum traz um estilo bem próximo ao sertanejo-pop, com canções bem românticas, regravações e músicas originais. Entre as canções, faixas inéditas como: Amor Infinito, composta Tânia e Rafael e Roda Gigante, de Paula Fernandes. O lançamento também conta com a versão de Madri, de Sorocaba e Romaria, de Renato Teixeira - com a participação de Paula, entre outras.

## Sobre o álbum
Em seu segundo registro ao vivo de show, Acústico, Tânia Mara segue a onda do sertanejo pop. O álbum está disponível em CD e em DVD distribuídos pela gravadora Som Livre e é o sucessor de Falando de Amor - Ao Vivo (2009). O CD/DVD foi gravado em agosto de 2011, em São Paulo, em um show só para convidados. Apesar do clima mais intimista, o álbum traz um estilo bem próximo ao sertanejo-pop, com canções bem românticas, regravações e músicas originais. Sorocaba, da dupla Fernando e Sorocaba, é responsável pela produção do projeto, com Orlando Baron na direção.
| “ | "Não me transformei em uma cantora sertaneja, foi algo que ocorreu naturalmente. Continuo na linha que sempre segui: romântica". | ” |

### Músicas
O álbum tem adesões de Paula Fernandes e da dupla Fernando & Sorocaba. Além de contribuir com a inédita Roda Gigante, a cantora e compositora mineira Paula faz Romaria (escrita por Renato Teixeira) em dueto com Mara.
| “ | "A Paulinha é minha amiga há muito tempo. A composição dela para este disco, Roda-Gigante, é um presente. Fiquei muito feliz. | ” |

Já Fernando e Sorocaba aparecem na canção "Pense pra Dizer", que é uma versão de Sorocaba para Don't You Wanna Stay, sucesso do cantor de country Jason Aldean com a cantora Kelly Clarkson. Mara também faz uma releitura de "Madri," canção originalmente lançada pelos sertanejos. Sorocaba é também o autor de "Sol à Meia-Noite". Mara também faz uma releitura do hit da extinta dupla fluminense Claudinho & Buchecha, "Só Love". A faixa "Cuida de Mim" é uma versão de Sylvia Massari para "Dreaming of You" da cantora Selena. Já "Recomeçar" é versão de Sylvia Massari para "Volver a Comenzar," tema do compositor espanhol Noel Molina.

## Singles
Acústico foi promovido com a canção "Recomeçar", faixa que esteve em rotação na trilha sonora da novela "A Vida da Gente", exibida pela TV Globo no horário das 18h. Já o segundo single do álbum "CDS e Livros" foi lançada nas rádios no dia 26 de março de 2012. A partir do dia 11 de março de 2013, a canção "Cuida de Mim" foi inclúida na trilha sonora da novela "Flor do Caribe", e no mês seguinte, a canção começou a tocar nas rádios. Em Maio, o CD com a trilha sonora da novela foi lançado, e a canção foi inclúida também no álbum.

## Divulgação
No dia 5 de fevereiro, a cantora foi ao programa Domingão do Faustão e cantou as canções "Se Quiser", "Cuida de Mim", "Romaria" e "Recomeçar".

## Lista de faixas
| Disco compacto (CD), DVD |                                                                                | |         |  |
| N.º                      | Título                                                                         | Compositor(es)                                                                                      | Duração |  |
| 1.                       | "Abertura"                                                                     | |         |  |
| 2.                       | "Tarde Demais"                                                                 | Sorocaba, Henrique                                                                                  | 3:37    |  |
| 3.                       | "Silêncio dos Olhares"                                                         | Thiago Servo, Silmara, Paula Mattos                                                                 | 3:10    |  |
| 4.                       | "Sol a Meia Noite"                                                             | Sorocaba                                                                                            | 3:56    |  |
| 5.                       | "Cuida de mim" (Dreaming of You)                                               | (Tom Snow, Franne Golde) versão: Sylvia Massari                                                     | 3:29    |  |
| 6.                       | "Madri"                                                                        | Sorocaba                                                                                            | 3:39    |  |
| 7.                       | "Pense pra Dizer (Don´t You Wanna Stay)" (Participação de Fernando e Sorocaba) | (Andrew Gibson, Paul Jenkins, Jason Sellers) versão: Sorocaba                                       | 3:31    |  |
| 8.                       | "Roda Gigante"                                                                 | Paula Fernandes                                                                                     | 3:47    |  |
| 9.                       | "CDs e Livros"                                                                 | Tatielle, Sorocaba, Henrique                                                                        | 3:12    |  |
| 10.                      | "Mente" (Mientes)                                                              | (Monica Velez, Mario Alberto Dominguez Zarzar) versão: Tânia Mara                                   | 3:32    |  |
| 11.                      | "Recomeçar" (Volver a comenzar)                                                | (Noel Molina) versão: Sylvia Massari                                                                | 3:35    |  |
| 12.                      | "Romaria" (Participação de Paula Fernandes)                                    | Renato Teixeira                                                                                     | 4:46    |  |
| 13.                      | "Amor Infinito" (Participação de Rafael Almeida)                               | Tânia Mara, Rafael Almeida                                                                          | 3:49    |  |
| 14.                      | "Pout-Pourri: "Sonho Lindo"/ "Gostava Tanto de Você"/ "Se Quiser (Anytime)""   | Carlos Colla, Maurício Duboc/ Edson Trindade/ Louis Biancaniello, Samuel J Watters, Claudio Rabello | 4:24    |  |
| 15.                      | "Nada a Ver"                                                                   | Thiago Servo, Silmara, Paula Mattos                                                                 | 3:12    |  |
| 16.                      | "Só Love"                                                                      | Buchecha                                                                                            | 3:57    |  |
| 17.                      | "Cor da Esperança (Color esperanza)" (Participação "Bateria Mirim")            | (Cachorro Lopez, Diego Torres, Coti Sorokin) versão: Tânia Mara                                     | 5:48    |  |

### Extras do DVD
Bastidores:
1. CD's e livros
2. Nada a ver
3. Só love

## Vendas
| País   | Vendas          |
| ------ | --------------- |
| Brasil | 15.000 (CD/DVD) |